# André Cardoso
André Fernando Cardoso Santos Martins (nascido em 3 de setembro de 1984, em Porto) é um ciclista profissional português, que correu pela Caja Rural, Garmin-Sharp e Cannondale, e atualmente compete para Trek-Segafredo.